# Церковь Рождества Христова, что в Рыбаках
Церковь Рождества Христова, что в Рыбаках — православный храм в Твери. Исторически церковь и сохранившийся рядом дом причта, построенный на средства императрицы Екатерины II, представляют собою единый архитектурный комплекс. Храм расположен в центре города, на улице Вольного Новгорода, рядом с набережной реки Волги.
Памятник архитектуры федерального значения.

## История
Впервые деревянный Рождественский храм упоминается в писцовой книге в 1628 году.
Каменная церковь была построена в 1743 году. Закрыта в 1918 году, в 1930-м уничтожена колокольня. В 2001 году возвращён верующим. В 2010—2012 года был проведён масштабный ремонт, колокольня восстановлена.

## Архитектура
В XVII веке, храм и шатровая колокольня при нем были деревянные, как упоминается в архивных источниках, «в клетку рубленые». Колокольня имела шесть колоколов. Главы над церковью и на колокольне были деревянные, обиты жестью. После пожара 1725 года, храм был построен в с композицией «восьмерик на четверике» в стиле Нарышкинского барокко.

## Современность
Храм считается объектом культурного наследия федерального значения. В храме идет активная приходская жизнь, продолжается благоустройство церкви и прилегающей территории.

## Галерея

Храм Рождества Христова в Рыбаках
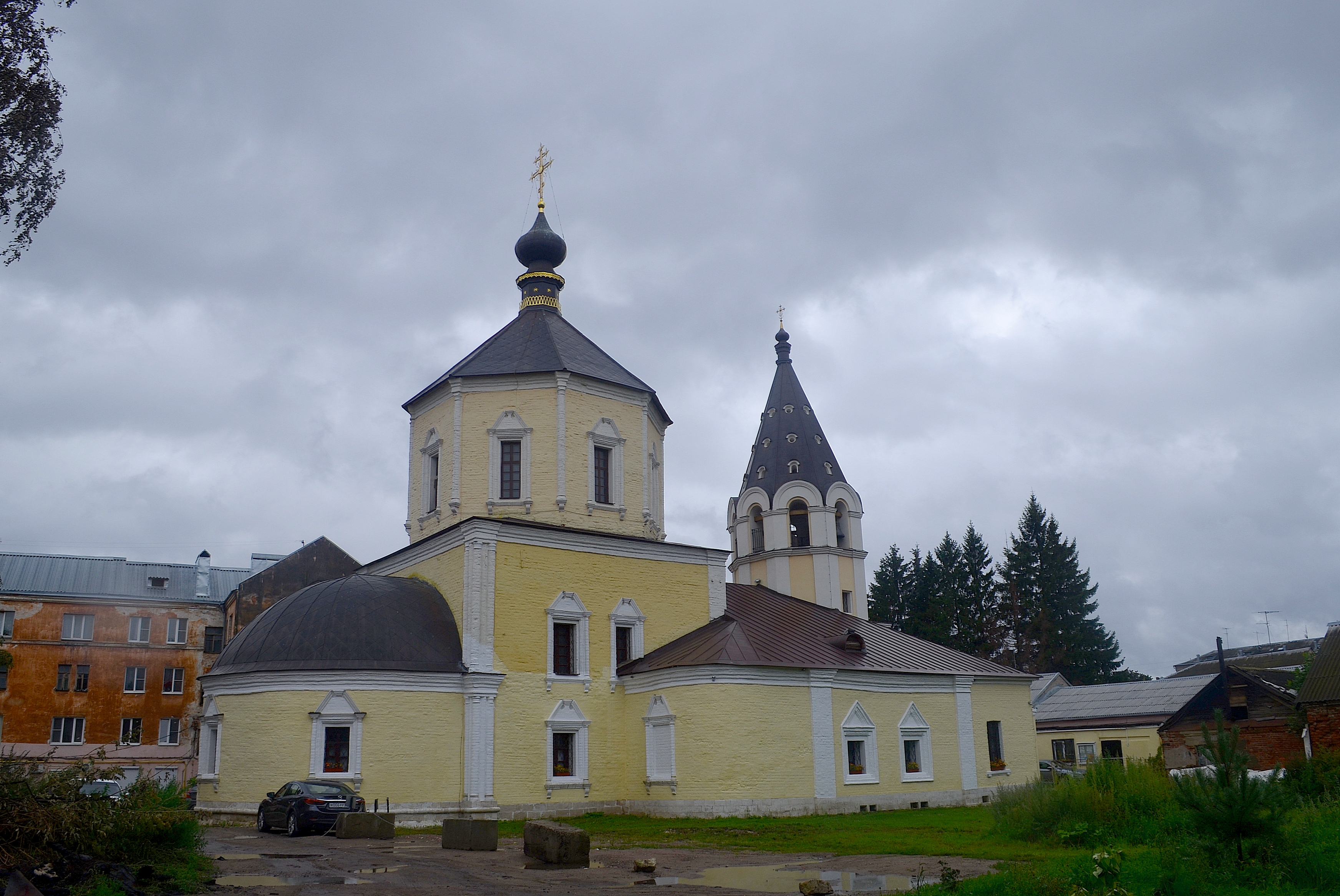
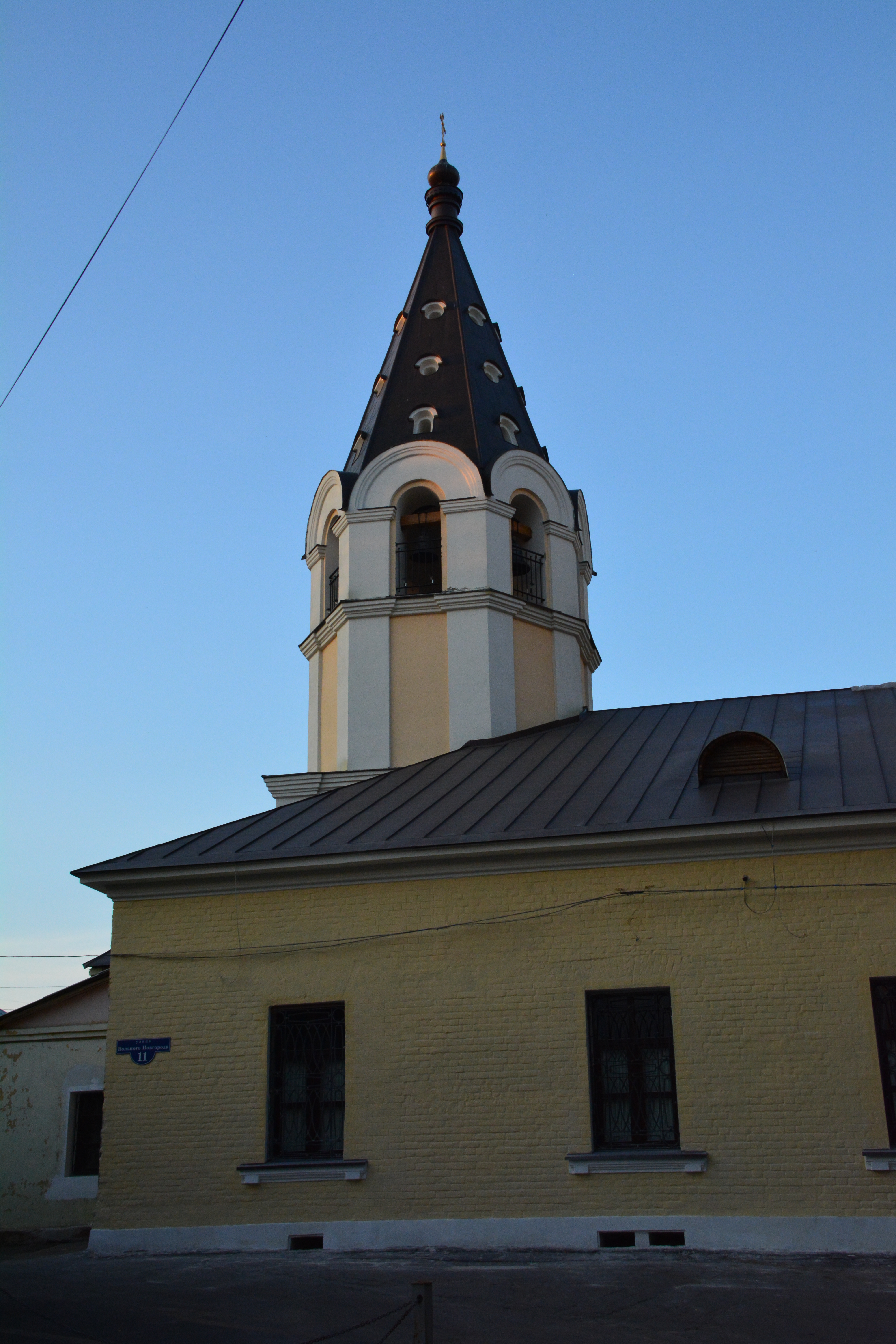
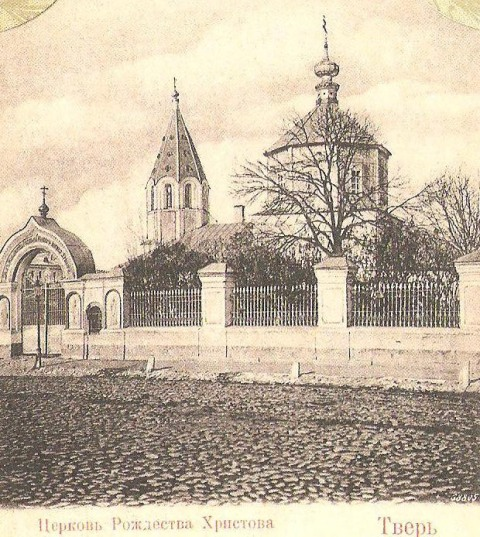